# 소랑항 (거제시)
소랑항은 경상남도 거제시 거제면 소랑리에 있는 어항이다. 2003년 2월 3일 어촌정주어항으로 지정하여 관리하고 있다. 시설관리자는 거제시장이다.

## 어항 연혁
- 영조(英祖) 45年(1769) 둔덕면(屯德面) 법동포방(法東浦坊)에 속하였으나 효랑포(孝浪浦)라 하였고 고종(高宗) 26年(1889) 소랑리(小浪里)로 개칭(改稱)하였으며 고종(高宗) 32年(1895) 서부면(西部面)에 편입되었으며 1915년 법정리(法定里)가 되었다. 소랑(小浪)개는 거제만(巨濟灣)의 내해(內海)이고 산달도(山達島)가 막아 파도가 잔잔하다는 뜻이고 거제도(巨濟島)의동쪽 파랑포(波浪浦)와 상대(相對)하는 지명(地名)이다.

## 어항 구역
- 수역: 142,160m2(거제시 거제면 소랑리 200-18번지 수역)
- 육역: 4,320m2

## 어항 시설
- 물양장, 선착장

## 주요 어종
- 굴, 멍게, 우럭